# Valerie Jerome
Valerie Jerome (verheiratete Parker; * 28. April 1944 in Saint-Boniface, Manitoba) ist eine ehemalige kanadische Sprinterin und Weitspringerin.
Bei den Panamerikanischen Spielen 1959 in Chicago gewann sie Bronze in der 4-mal-100-Meter-Staffel. Über 100 m wurde sie Vierte, im Weitsprung Siebte.
1960 erreichte sie bei den Olympischen Spielen in Rom über 100 m das Viertelfinale und schied mit der kanadischen 4-mal-100-Meter-Stafette im Vorlauf aus.
1959 wurde sie Kanadische Meisterin über 60 m, 100 m und im Weitsprung. Ihre persönliche Bestzeit über 100 m von 11,8 s stellte sie 1960 auf.
Ihr Bruder Harry Jerome war ebenfalls als Sprinter erfolgreich.